# Bistum Tezpur
Das Bistum Tezpur (lateinisch Dioecesis Tezpurensis, englisch Diocese of Tezpur) ist eine in Indien gelegene römisch-katholische Diözese mit Sitz in Tezpur.

## Geschichte
Das Bistum Tezpur wurde am 16. Januar 1964 durch Papst Paul VI. mit der Apostolischen Konstitution Fidei catholicae aus Gebietsabtretungen der Bistümer Dibrugarh und Shillong errichtet. Am 30. März 1992 gab das Bistum Tezpur Teile seines Territoriums zur Gründung des Bistums Guwahati ab. Eine weitere Gebietsabtretung erfolgte am 7. Dezember 2005 zur Gründung des Bistums Itanagar.
Es ist dem Erzbistum Guwahati als Suffraganbistum unterstellt.

## Territorium
Das Bistum Tezpur umfasst die Distrikte Darrang, Dhemaji, Lakhimpur und Sonitpur sowie die im Distrikt Nagaon gelegenen Subdivisionen Kaliabor, Rupahihat und Samuguri im Bundesstaat Assam.

## Bischöfe von Tezpur
- Orestes Marengo SDB, 1964–1969, dann Apostolischer Administrator von Tura
- Joseph Mittathany, 1969–1980, dann Bischof von Imphal
- Robert Kerketta SDB, 1980–2007
- Michael Akasius Toppo, seit 2007